# Тотове Село
То́тове Село́ (Тот, серб. Тотово Село) — село в Сербії, відноситься до общини Каніжа Північно-Банатського округу автономного краю Воєводина.

## Населення
Населення села становить 709 осіб (2002, перепис), з них угорці — 99,4%,
живуть також серби та югослави.